# اسم الجنس
يعرّف صاحبُ التعريفات اسْمَ الجِنْسِ بأنه «ما وُضِع لأن يقعَ على شيءٍ، وعلى ما أشبهَه، كالرجل.» وهو ضِدُّ العَلَمِ الذي يدل على معيَّنٍ من جنسه، كإبراهيم ومكة.

أما في فن الصرف فهو ما دل على الجمع، وليس على صيغة الجمع، وكان له واحد من لفظه بزيادة هاء التأنيث غالبا أو ياء النسب، كتَمْر (فَعْل) مفرده تَمْرَة، ورُوم (فُعْل) مفرده رُومِيّ. ويفرّق المتأخرون من أهل هذا الفن بين اسْمِ الجِنْسِ الجَمْعِيِّ وهو ما تقدَّم، واسْمِ الجِنْسِ الفَرْدِيِّ (أو الإِفْرَادِيِّ) وهو الذي يُطلَق على القليل والكثير، كماء وتراب. وهو غيرُ اسمِ الجمع الذي لا واحد له من لفظه غالبا، كخَيْل واحده فَرَس. ويجوز في ضمير اسم الجنس الجمعي التذكيرُ حَمْلًا على لفظه —وهو الأصل— أو التأنيث حملا على معنى الجمع. قال ابنُ الأنباريّ (تـ 327): «اعلم أن كل جمع بينه وبين واحده الهاء فعامته يذكر ويؤنث، كقولهم: النخل، والبقر، والشعير، والتمر. يقال: هذا نخل، وهذه نخل، وهذا بقر، وهذه بقر، وهذا تمر، وهذه تمر، وهذا شعير، وهذه شعير.»
وهذه مَزِيدُ أمثلةٍ على اسم الجنس الجمعي: شَجَرٌ واحده شجرة، وكَلِمٌ واحده كلمة، وسَحَابٌ واحده سحابة، وجُنْدٌ واحده جنديّ، وتُرْكٌ واحده تركيّ، وكُرْدٌ واحده كرديّ.
وللنُّحَاةِ في اسم الجنس الجمعي آراءٌ مختلفة، فمنهم من يجعله جمع تكسير ومنهم من يراه مستقِلًّا بنفسه.

## للاستزادة
- عيد، جمال بن عبد الناصر (1 يوليو 2015). "جمع اسمي الجمع والجنس". فيلولوجي: سلسلة الدراسات الأدبية واللغوية. ج. 32 ع. 64: 27–50. DOI:10.21608/gsal.2015.25841. ISSN:1687-4242. مؤرشف من الأصل في 2025-05-10.
- المنعم، عبد؛ محمود، عبد المنعم (1 مارس 2024). "اسم الجنس الجمعي واسم الجمع في كتاب العين دراسة تأصيلية تطبيقية". مجلة کلية دار العلوم. ج. 41 ع. 149: 645–686. DOI:10.21608/mkda.2024.351142. ISSN:1110-581X. مؤرشف من الأصل في 2025-04-29.
- "اسم الجنس الجمعي في القرآن الكريم دراسة صرفية ودلالية". مجلة ديالى. 2014.
- العظيم، عبد؛ عيد، جمال بن عبد الناصر (1 يوليو 2002). "اسم الجنس الجمعي". مجلة بحوث کلية الآداب في جامعة المنوفية. ج. 13 ع. 50: 3–14. DOI:10.21608/sjam.2002.139630. ISSN:2090-2956. مؤرشف من الأصل في 2024-09-02.
- "اسم الجنس في القرآن الكريم" (PDF). مجلة الدراسات الإفريقية والعربية.
- الضحيان، سليمان بن علي (1 يناير 2022). "رسالة في اسم الجنس وعلمه وأسماء الكتب والعلوم: تأليف صالح بن يحيى بن يونس بن يحيى السعدي الموصلي ( ت : ١٢٤٥ه): تحقيق ودراسة". مجلة کلية دار العلوم. ج. 39 ع. 138: 47–85. DOI:10.21608/mkda.2022.245320. ISSN:1110-581X. مؤرشف من الأصل في 2025-05-05.
- غانم، عبدالله بن راجحي؛ العجيلي، يوسف بن حسن (15 ديسمبر 2023). "ما لا يُثنّى ولا يُجمع: استعماله ودلالاته في القرآن الكريم: اسم الجنس واسم الجمع أنموذجين". مجلة أبحاث. ج. 10 ع. 4: 986–118. ISSN:2710-0324. مؤرشف من الأصل في 2025-07-10.